# Семья, живущая по соседству (телесериал, 2010)
Семья, живущая по соседству (исп. La familia de al lado) – чилийский сериал, снятый по сценарию Хосе Игнасио Валенсуэла национальным каналом TVN и транслировавшийся им же с сентября 2010 г. по март 2011 г. В главных ролях снимались Альваро Рудольфи, Мария Елена Суэтт, Хорхе Сабалета и Кристиан Арриагада. В 2011 г. испаноязычная американская телекомпания Telemundo сняла ремейк сериала под названием La casa de al lado (англ.  The House Next Door); сюжет адаптирован его автором (Хосе Игнасио Валенсуэла).

## Сюжет
Фильм рассказывает о двух семьях, которые долгое время связывают дружеские соседские отношения. Ренато Фабрес (Хайме Ваделл) – преуспевающий бизнесмен, владелец сети отелей по всей территории Чили, человек, имя которого ассоциируется с успехом, богатством и властью. Вместе со своей женой, Эвой Спенсер, отличающейся суровым нравом, он создал семью, которой вправе гордиться. У них трое детей – Игнасия, Бенхамин и Карола, и жизнь до сих пор была к ним очень благосклонна. Рядом с ними живет другая идеальная семья – адвокат Хавьер Руис-Тагле (Хорхе Сабалета), его жена Пилар (Мария Елена Суэтт) и их дети, Андреа и Диего. Они успешны, уважаемы и богаты, их счастью вполне можно позавидовать. Однако мало кому известно, что происходит в их доме на самом деле, когда закрываются двери.

Две семьи долгое время живут в гармонии: бизнес семьи Фабрес идет в гору и процветает, и счастливому браку Хавьера и Пилар, кажется, ничто не угрожает. Тем не менее, неожиданному появлению в их жизни Гонсало Ибаньеса (Альваро Рудольфи) и чувству, с момента знакомства вспыхнувшему между ним и Пилар, суждено изменить все навсегда. Так же, как и прикованному к инвалидному креслу Леонардо Акоста (Кристиан Арриагада), поселившемуся в доме семьи Фабрес.

## Актерский состав

### В главных ролях
| Актер                   | Персонаж                                                         | Характеристика                                                        |
| ----------------------- | ---------------------------------------------------------------- | --------------------------------------------------------------------- |
| Альваро Рудольфи        | Гонсало Ибаньес / Иньиго Мора Вергара / Роберто Акоста Эррасурис | второй муж Игнасии, влюблен в Пилар                                   |
| Мария Елена Суэтт       | Пилар Эченьике                                                   | жена Хавьера, мать Андреа и Диего, влюблена в Гонсало                 |
| Хорхе Сабалета          | Хавьер Руис-Тагле                                                | муж Пилар, любовник Игнасии и Ребеки, отец Андреа и Диего, антагонист |
| Кристиан Арриагада      | Леонардо Акоста / Иван Мора                                      | брат Уго и Роберто, умер при невыясненных обстоятельствах             |
| Кристиан Арриагада      | Уго Акоста / Исмаэль Мора                                        | брат Леонардо и Роберто, первый муж Игнасии, антагонист               |
| Хайме Ваделл            | Ренато Фабрес                                                    | муж Эвы, отец Игнасии, Каролы и Бенхамина                             |
| Кока Гуаццини           | Эва Спенсер                                                      | жена Ренато, мать Игнасии, Каролы и Бенхамина                         |
| Лус Вальдивьесо         | Игнасия Фабрес                                                   | жена Гонсало, любовница Хавьера, старшая сестра Каролы и Бенхамина    |
| Пабло Диас              | Бенхамин Фабрес                                                  | сын Эвы и Ренато, брат Игнасии и Каролы, муж Ильды                    |
| Франсиска Левин         | Карола Фабрес                                                    | младшая дочь Эвы и Ренато, сестра Игнасии и Бенхамина                 |
| Мария Хосе Ильянес      | Ребека Эченьике                                                  | сестра Пилар, любовница Хавьера, влюблена в Матиаса                   |
| Клаудио Арредондо       | Нибальдо Гонсалес                                                | шофер Ренато Фабреса, муж Йоланды                                     |
| Марикармен Арригорриага | Йоланда Сануэса                                                  | домработница Фабресов, жена Нибальдо                                  |
| Антония Санта Мария     | Ильда Гонсалес                                                   | служанка Фабресов, племянница Йоланды и Нибальдо, жена Бенхамина      |
| Анита Ривз              | Мабель Вергара                                                   | мать братьев Мора, бывшая любовница Ренато                            |
| Джованни Карелла        | Диего Руис-Тагле                                                 | сын Пилар и Хавьера                                                   |
| Констанса Пикколи       | Андреа Руис-Тагле                                                | дочь Пилар и Хавьера                                                  |
| Лорето Арайа-Айала      | Карен Ортега                                                     | служанка Руис-Тагле                                                   |

### Во второстепенных ролях
| Актер                | Персонаж                            | Характеристика                                         |
| -------------------- | ----------------------------------- | ------------------------------------------------------ |
| Хавьера Рамос        | Кармен Саласар                      | родная мать Каролы                                     |
| Луис Аларкон         | Игор Мора                           | отец Ивана, Исмаэля и Иньиго, бывший муж Мабель        |
| Сандра О’Райан       | судья                               | судья, ведшая дело по иску Пилар против Хавьера        |
| Иньиго Уррутиа       | Матиас Санта Мария                  | адвокат Ренато Фабреса, любовник Эвы, влюблен в Ребеку |
| Кармен Глория Брески | Роса Мунита Йен / Сесилия Авенданьо | любовница и сообщница Уго                              |
| Ромми Салинас        | Лидия Роман                         | бывшая девушка Уго                                     |
| Ана Лус Фигероа      | Тереса Сандоваль                    | медсестра Леонардо и Игнасии                           |
| Ремихио Ремеди       | Рикардо Мерино                      | бывший пациент Пилар, одержимый ею                     |

## Саундтрек
| Исполнитель и название песни      | Персонажи        | Актеры                               |
| --------------------------------- | ---------------- | ------------------------------------ |
| Camila Aléjate de mi              | Гонсало и Пилар  | Альваро Рудольфи и Мария Елена Суэтт |
| Энрике Иглесиас Cuando Me Enamoro | Бенхамин и Ильда | Пабло Диас и Антония Санта Мария     |